# C/o
℅とは、「care of」もしくは「in care of」の略で、日本語の「〜様方」に相当する表記である。

## 概要
- 郵便を本人に直接届けることが出来なく、違う人が代わりに預かる場合に用いる。また、英語の住所を書く時に、名前の右側に記す[2]。
- 住所だけではなく、普通の文章でも用いられることがある[2]。
- 日本語の「○○（様）付」の意味で、受取人名の次の行に書く。

## 使用例
- Ms. Spencer ℅ Mr. Clark（クラーク様方）[2]

## 符号位置
| 記号 | Unicode | JIS X 0213 | 文字参照         | 名称               |
| ---- | ------- | ---------- | ---------------- | ------------------ |
| ℅    | U+2105  | -          | &#x2105; &#8453; | care of/in care of |